# 国鉄5680形蒸気機関車

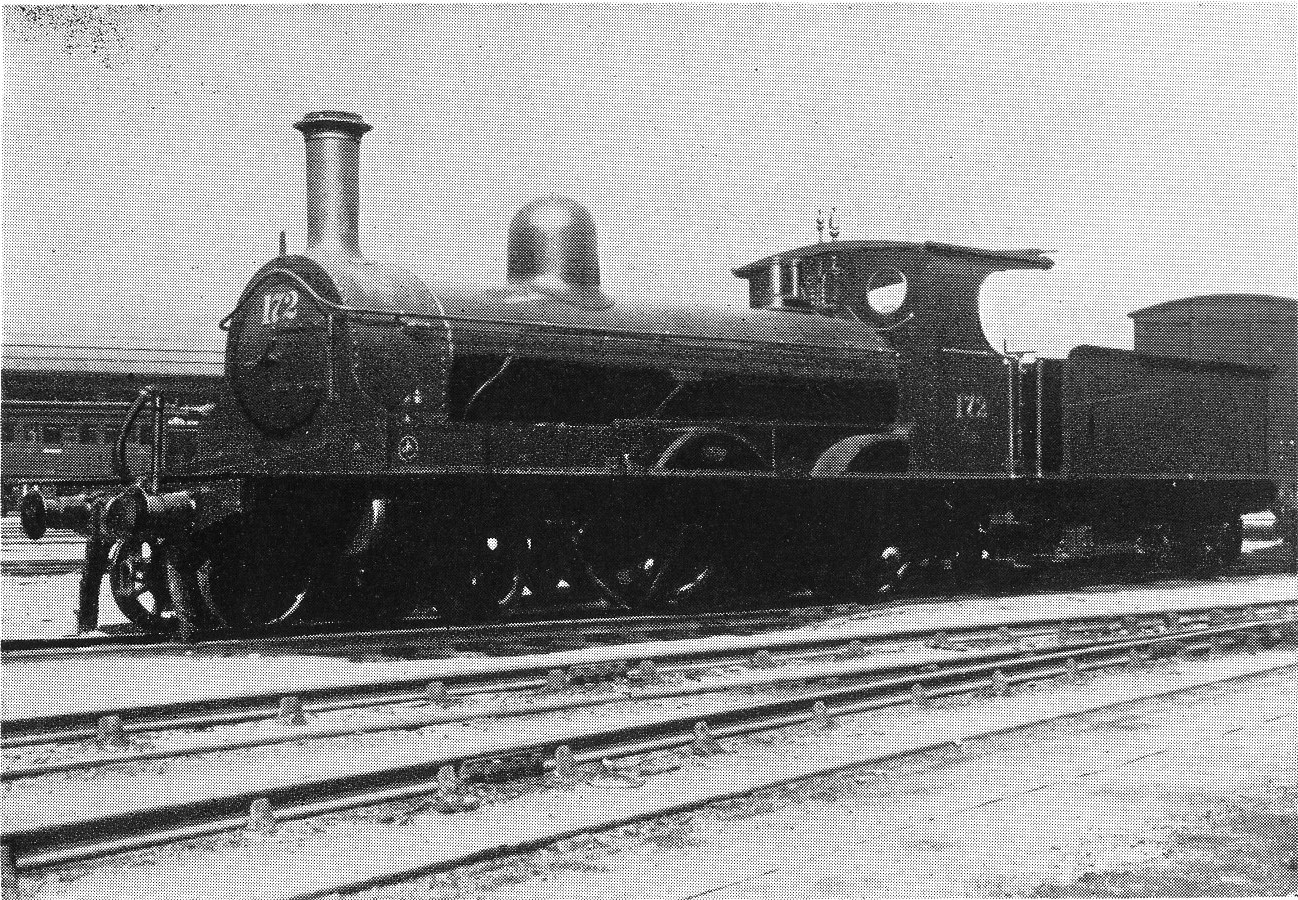
鉄道作業局 172（後の鉄道院 5682）

5680形は、かつて日本国有鉄道の前身である鉄道作業局・鉄道院・鉄道省に在籍したテンダ式蒸気機関車である。

## 概要
元は、鉄道作業局が1895年（明治28年）に自局の神戸工場で4両を製作した車軸配置4-4-0(2B)形で2気筒単式の飽和式テンダ機関車で、形式はAJ形、番号は170 - 173（後にD7形）と称した。私鉄国有化を受けて1909年（明治42年）に実施された鉄道院の車両形式称号規程では、5680形（5680 - 5683）に改番された。
当時、神戸で汽車監察方を務めていた、リチャード・フランシス・トレビシックの指導により製作されたもので、車軸、タイヤ、煙管、缶板等の材料や、蒸気ドームやその座金、圧力計、給油器、注水器等の部品はイギリスから輸入した。
形態的には、歩み板は前端から後端まで一直線に通されており、縁室前板の形状は彼の流儀の前板のみを下広がりとしたもので、弁装置もジョイ式である。軸距等の寸法は、5130形に近いが、シリンダの径やストロークは5500形と同じで、ボイラも5300形や5500形に近かった。ボギー式の先台車は、横方向の復元用に板ばねを用いたアダムズ式ではなく、緩衝ゴムのクッションを利用した方式である。
当初の配置は中央西線で、大正中期には銚子に配置され、総武線で使用されていた。その後、仙台鉄道局に移り、1922年（大正11年）7月に全車が廃車された。

## 主要諸元
- 全長 : 14,227mm
- 全高 : 3,658mm
- 全幅 : 2,334mm
- 軌間 : 1,067mm
- 車軸配置 : 4-4-0(2B)
- 動輪直径 : 1,397mm
- 弁装置 : ジョイ式基本型
- シリンダー（直径×行程） : 406mm×559mm
- ボイラー圧力 : 9.8kg/cm2
- 火格子面積 : 1.29m2
- 全伝熱面積 : 81.3m2
  - 煙管蒸発伝熱面積 : 74.6m2
  - 火室蒸発伝熱面積 : 6.7m2
- ボイラー水容量 : 2.8m3
- 小煙管（直径×長サ×数） : 44.5mm×3,200mm×167本
- 機関車運転整備重量 : 31.70t
- 機関車空車重量 : 28.87t
- 機関車動輪上重量（運転整備時） : 21.54t
- 機関車動輪軸重（第1動輪上） : 11.18t
- 炭水車重量（運転整備） : 21.44t
- 炭水車重量（空車） : 12.29t
- 水タンク容量 : 7.75m3
- 燃料積載量 : 2.03t
- 機関車性能
  - シリンダ引張力 : 5,490kg
- ブレーキ装置 : 手ブレーキ、真空ブレーキ